# Reaper: Tale of a Pale Swordsman
Reaper: Tale of a Pale Swordsman es un videojuego desarrollado por el estudio checo Hexage. Es un juego de rol de acción. El juego fue aprobado para Steam en enero de 2014.

## Jugabilidad
El jugador controlará a un espadachín negro y viajará por el mapa de un punto de misión a otro. Al llegar, aparecerán diálogos a los cuales el jugador podrá elegir cómo responder. Podrá aceptar o rechazar la misión, o, en caso de haber completado la misión, exigir más oro a riesgo de perder futuras misiones de aquella ubicación. Cuando la búsqueda es aceptada, se resaltará un punto y el jugador podrá decidir ir allí inmediatamente o pasar por una misión secundaria. Cuando el jugador llegue al punto de misión principal o secundaria, entrará a un modo de arena de batalla 2D que se juega de forma similar a un juego de plataformas de pelea. Los enemigos en batalla incluyen tanto unidades terrestres como voladoras que, al ser atacadas, le darán al jugador «cráneos de furia» para los ataques especiales. Una vez que mueran, normalmente soltarán oro que se podrá usar para comprar mejores armas y armaduras. Cada batalla luchada, ya sea ganada o perdida, otorgará experiencia (con excepción de algunas peleas de jefes) que el jugador debe usar para subir de nivel. Al subir de nivel, el jugador podrá elegir una de tres cartas del destino para mejorar a su personaje. Las cartas pueden otorgar más salud o fuerza, permitiendo al jugador curarse al recolectar oro. También pueden ser compradas por 20.000 de oro al adivino. Los encuentros aleatorios serán comunes cuando el jugador se dirija de un punto a otro, haciendo que entre a la arena de batalla. Los controles son básicos; el jugador ataca automáticamente al encontrarse cerca de un enemigo mientras que los comandos básicos ejecutan ataques especiales, los cuales pueden incrementar en potencia usando «cráneos de furia».

## Historia
Hace mucho tiempo, cientas de tribus habitaban en la naturaleza, una de ellas con un nombre desconocido poseía una magia pobre y se dividió en Torken y Koko. Los Koko no tienen magia mientras que los Torken tienen una magia pobre. Los primeros se marchan, adoptando la tecnología para compensar su falta de magia, y se convierten en los Imperium. Los Torken se convierten en grandes guerreros y continúan con sus vidas. El espadachín pálido ha despertado de su largo sueño en una cueva misteriosa. Tras despertar, emerge a la naturaleza misteriosa y mágica, cargada de guerra e intriga. Allí conoce y se amiga con un viejo de barba gris. Deberá pasar por múltiples misiones de los miembros de tribus nativas mágicas que viven en la naturaleza, pero también de los poderosos soldados Imperium. Conocerá a nuevos amigos en su viaje, incluyendo a un joven soldado Imperium y una mujer marginada que se enamoran entre ellos, o a un comandante de la fortaleza Imperium. Luego, encontrará demonios que intentan apoderarse de la naturaleza. Junto al viejo barba gris, intentarán averiguar de dónde vienen. A medida que el espadachín completa sus tareas, perderá a sus amigos que mueren por él. Más tarde, se entera de que los demonios despertaron gracias a él, y destruirán toda la naturaleza si no los detiene. La única manera de detenerlos es matando al dios demonio Iraess. El espadachín encuentra a Iraess y logra matarlo tras una larga batalla. Tras la batalla, regresa con el viejo barba gris que fue herido de muerte por los soldados Imperium. Antes de morir, el viejo le explica al espadachín que todos, incluyendo a las tribus y a Imperium, van a la guerra y son salvados por él. El juego deja al espadachín libre de sus tareas mientras deambula por la noche solo y sin propósito, sintiendo frío en su corazón sin alma.

## Recepción
El juego recibió reseñas generalmente positivas en su lanzamiento. Los críticos aclamaron al juego por sus gráficos, combate y sonidos. La historia fue elogiada por algunos críticos, pero una reseña en Mobilenet.cz consideró a la historia poco interesante. De acuerdo con Gamewoof, la historia fue un poco escasa pero humorística. El juego también fue criticado por sus controles en algunos dispositivos. El juego fue elogiado por su precio. Jason Stengren, analista de AndroidShock calificó a Reaper 4/5 y dijo: «Reaper es un RPG de acción que cuenta con gráficos atractivos y una amplia variedad de misiones destinadas a mejorar a tu personaje».